# Peyrolles (Aude)
Peyrolles település Franciaországban, Aude megyében. Lakosainak száma 89 fő (2022. január 1.). Peyrolles Arques, Cassaignes, Luc-sur-Aude, Rennes-les-Bains, Serres, Terroles, Valmigère és Véraza községekkel határos.

## Népesség
A település népessége az elmúlt években az alábbi módon változott:
| Lakosok száma | 39   | 53   | 53   | 64   | 84   | 87   | 86   | 87   | 87   | 89   |
|               | 1968 | 1982 | 1990 | 2006 | 2013 | 2015 | 2017 | 2019 | 2020 | 2022 |